# HKK Rama
HKK Rama je hrvatski košarkaški klub iz općine Prozor-Rama u Bosni i Hercegovini. Dvostruki je osvajač Košarkaške lige Herceg-Bosne.

## Povijest
Osnovan je 28. travnja 1994. godine. Predsjednik i glavni pokretač osnivanja kluba bio je Jerko Pavličević, Jakov Vukoja, Nikola Ćurić-Nidžo. Klub se natjecao još ratnih godina. Prvu službenu utakmicu odigrao je 28. svibnja 1994. u Livnu. Igrali su na prvom turnirskom prvenstvu Košarkaškoga saveza Herceg-Bosne. Utakmicu su odigrali u sastavu: 4. Ivica Vukoja (kapetan), 5. Marko Pavlović, 6. Željko Petrović, 7. Ilija Franjić, 8. Željko Antunović-Fifa, 9. Valent Biloš, 10. Ivan Ramljak, 11. Anto Džolan, 12. Davor Ivančić, 13. Anto Bilić, 14. Ivica Čuljak, 15. Ivan Matešić, 16. Marinko Škarica, 17. Dragan Barešić, Trener Marinko Palinić. HKK Rama neprekidno se natjecaomu ligaškim prvenstvima KS H-B u svim dobnim kategorijama. Sve momčadi zabilježile su značajne rezultate. Punih 11 godina klub je domaće utakmice igrao bez svoje dvorane. Od 1996. do 1998. igrao je u improviziranoj dvorani na Gračanici te od 1998. do 2005. u Uskoplju.
Pod vodstvom trenera Vukoje, Knježevića i Burića, Rama osvaja A1 ligu KS HB i ostvaruje izravan plasman u Košarkaško prvenstvo Bosne i Hercegovine.
Košarkaši Rame nastupaju u Košarkaškoj ligi Herceg-Bosne. Aktivna je i škola košarke koja okuplja najmlađe uzraste djevojčica i dječaka iz ramskoga kraja: momčadi predkadeta, kadeta i juniora.

## Uspjesi
- Košarkaška liga Herceg-Bosne:
  -  Prvаk (1): 2002./03., 2022./23.[1]

## Vanjske poveznice
- Facebook HKK Rama
- Ramski vjesnik Uredništvo: HKK Rama, 26. lipnja 2014.
- Košarkaški savez Herceg-Bosne  Arhivirana inačica izvorne stranice od 17. lipnja 2017. (Wayback Machine)